# Eupogonius arizonensis
Eupogonius arizonensis là một loài bọ cánh cứng trong họ Cerambycidae.